# Leo Katkaveck
Leo Frank Katkaveck (Manchester, 17 aprile 1923 – Greenville, 6 maggio 2006) è stato un cestista e giocatore di baseball statunitense, professionista nella BAA e nella NBA.

## Carriera
Venne selezionato dai Washington Capitols nel Draft BAA 1948.